# SG Kecskemét Futsal
A SG Kecskemét Futsal egy magyar futsalklub Kecskemétről, amely a magyar futsalbajnokság első osztályában szerepel. A csapat 2015-ben  alakult meg.

## Csapat 2025/26

### Játékosok[2]
| #  | Ország | Név                     |
| -- | ------ | ----------------------- |
| 3  | HUN    | Biró Attila             |
| 4  | HUN    | Kovács Máté             |
| 6  | HUN    | Hajnal Norbert István   |
| 7  | HUN    | Bencsik Roland          |
| 10 | HUN    | Öreglaki Norbert László |
| 11 | HUN    | Rutai Balázs            |
| 14 | HUN    | Haász Benjámin          |
| 15 | HUN    | Krajcsi Bence (K)       |
| 21 | HUN    | Juhász Donát            |
| 22 | HUN    | Hajnal Viktor (K)       |
| 44 | HUN    | Fekete Márk             |
| 80 | HUN    | Kovács Ádám             |
| 99 | HUN    | Lehotai Ákos (K)        |

### Szakmai stáb[3]
| Kinevezés               | Ország | Név                 |
| ----------------------- | ------ | ------------------- |
| Elnök                   | HUN    | Dr. Vercz Tamás     |
| Vezetőedző              | HUN    | Koós Károly         |
| Masszőr                 | HUN    | Almási László Tibor |
| Technikai vezető        | HUN    | Marozsi Gábor Bence |
| Szervezési vezető       | HUN    | Gáspár Sándor       |
| Közösségi média felelős | HUN    | Gönczi Petra        |

## Eredmények

### Helyezések a bajnokságban
| Szezon    | Bajnokság neve                           | Helyezés |
| --------- | ---------------------------------------- | -------- |
| 2015/2016 | Férfi Futsal NB II. Közép csoport        | 5.       |
| 2016/2017 | Férfi Futsal NB II. Közép-keleti csoport | 2.       |
| 2017/2018 | Férfi Futsal NB II. Keleti csoport       | 7.       |
| 2018/2019 | Férfi Futsal NB II. Keleti csoport       | 2.       |
| 2019/2020 | Férfi Futsal NB I.                       | -        |
| 2020/2021 | Férfi Futsal NB I.                       | 5.       |
| 2021/2022 | Férfi Futsal NB I.                       | 6.       |
| 2022/2023 | Férfi Futsal NB I.                       | 4.       |
| 2023/2024 | Férfi Futsal NB I.                       | 2.       |
| 2024/2025 | Férfi Futsal NB I.                       | 2.       |